# داي سميث
داي سميث (بالإنجليزية: Day Smith)‏ هو دراج أمريكي، ولد في 2 أغسطس 1972.